# Saint Laurent sur le gril
Saint Laurent sur le gril est une sculpture de l'artiste italien Gian Lorenzo Bernini, dit Le Bernin. Elle représente saint Laurent au moment de son martyre, brûlé vif sur un gril. Selon le biographe de Bernini, Filippo Baldinucci, l'artiste aurait réalisé l'œuvre alors qu'il n'avait que quinze ans, c'est-à-dire en 1614. D'autres historiens datent la sculpture entre 1615 et 1618 ; 1617 semble toutefois très probable.   
La sculpture est conservée dans la Galerie des Offices à Florence et fait partie de la collection Contini Bonacossi. 

## Commission
Une certaine confusion demeure quant au mécénat de la sculpture. Filippo Baldinucci écrit simplement qu'elle est faite pour Leone Strozzi, un noble florentin vivant à Rome. Le fils de Bernini, Domenico Bernini, écrit dans la biographie qu'il fait de son père, dans un tableau plus complexe, que Bernini exécute la sculpture par dévotion pour le saint plutôt que par réponse à une commande spécifique. Michela Uliva suggère que cela pourrait être vrai.  En effet, le cardinal Maffeo Barberni, partisan du Bernin, passionne l'artiste pour l'intérêt post-tridentin en plein essor ayant trait aux premiers martyrs chrétiens.  
Les historiens récents ont tendance à être d'accord avec la version de Domenico Bernini, selon laquelle Leone Strozzi, impressionné par la sculpture, l'acquiert  pour sa Villa del Viminale. Irving Lavin suggère que Strozzi s'est peut-être familiarisé avec l'œuvre lorsqu'il était aux commandes d'une chapelle de l'église de Sant'Andrea della Valle en même temps que le cardinal Maffeo Barberini, d'autant plus que la chapelle Strozzi comprenait une tombe dédiée au cardinal Lorenzo Strozzi (mort à Avignon en 1571) qui portait le même nom que le saint. La statue compte parmi l'inventaire Strozzi en 1632, décrite comme un « Saint Laurent au-dessus d'un gril moderne ».  

## Création
La sculpture est créée à partir d'un seul bloc de marbre de Carrare. La restauration de 1997 révèle que Le Bernin utilise différents outils pour créer différentes textures sur différentes parties de la sculpture. Le verso du gril, non poli et exécuté de la même manière que l'avant, suggère que l'œuvre d'art est clairement destinée à être vue de face. Un piédestal sculpté, de bois et doré à la peinture, sert de plateforme à la sculpture.

## Description et interprétation
Le sujet de l'œuvre est Laurent de Rome, condamné à mort par l'empereur romain Valérien en l'an 258 après J.-C. pour avoir défendu la foi chrétienne. Selon la tradition, Laurent est brûlé vif sur un gril. 
En représentant un saint Laurent hautement naturaliste, torturé et pourtant soumis à une sorte d'épiphanie spirituelle, la sculpture présente un avant-goût des nombreux thèmes que Bernini adoptera au cours de son œuvre artistique, et qui représentent bon nombre des plus caractéristiques traditions artistiques de l'art baroque italien : celle de personnages solitaires subissant des états émotionnels intenses, tout en étant représentés avec une vraisemblance illusionniste. Contrairement aux représentations antérieures de Laurent, il n'y a pas d'autres personnages dans le groupe : aucun signe de son juge, des tortionnaires ou des spectateurs qui témoignent du jugement. Au contraire, l'accent est uniquement mis sur le martyr et son état émotionnel. 

### Excellence technique
Les commentateurs du XXe siècle s'entendent largement sur l'excellence technique de la sculpture. Rudolf Wittkower parle du « haut degré de perfection technique [et] de la précision anatomique et d'un sens infaillible pour la cohérence organique et la structure du corps humain ».  Irving Lavin voit, dans la qualité de chair obtenue avec le marbre, une attaque contre Michel-Ange, qui maîtrise le design et l'anatomie mais pas l'apparence de la chair.  

## Histoire récente
Au début des années 1800, la sculpture est déplacée dans un autre palais appartenant aux Strozzi à Rome. Vers 1830, elle est déplacée au Palazzo Strozzi à Florence. En 1935, elle est intégrée à la collection Contini-Bonacossi, avant d'être acquise par l'État italien en 1969. Elle est exposée au Palazzo Pitti à partir de 1974, puis aux Offices à partir de décembre 1998.  